# Karl Friedrich von Dollmann
Karl Friedrich von Dollmann (* 20. Oktober 1811 in Ansbach; † 9. Januar 1867 in München) war ein deutscher Jurist, Universitätsprofessor und Fachautor.

## Familie und Bildungsgang
Karl Friedrich Dollmann, der älteste Sohn des kgl. Kanzleischreibers Paul Dollmann (1783–1852) und dessen Ehefrau Margarethe geb. Ebert (1788–1859), besuchte zunächst das Ansbacher Gymnasium und studierte anschließend Rechtswissenschaften an den Universitäten Berlin (1830–1831), Heidelberg (1832) und München (1833) bei u. a. Friedrich Carl von Savigny, Eduard Gans, Clemens August Carl Klenze, Georg Phillips, Anton Friedrich Justus Thibaut und Georg Friedrich Puchta in Berlin, Karl Salomo Zachariä und Carl Joseph Anton Mittermaier in Heidelberg sowie bei Hieronymus von Bayer in München. 1833 legte er das Schlussexamen ab und wurde im selben Jahr zum Dr. jur. promoviert. 1834 erhielt er einen Lehrauftrag an der Universität Erlangen, wechselte im folgenden Jahr jedoch nach München, wo er ab 1839 als außerordentlicher, ab 1844 als ordentlicher Professor für u. a. römische Rechtsgeschichte, deutsches Privatrecht, bayerisches Landrecht, französisches Zivilrecht sowie Zivil- und Strafprozessrecht wirkte.

## Tätigkeit
Dollmann gab die Zeitschrift für Gesetzgebung und Rechtspflege im Königreich Baiern heraus und veröffentlichte außerdem zahlreiche wissenschaftliche Aufsätze und Artikel in Zeitschriften und Sammelwerken wie Münchener gelehrter Anzeiger, in Kritische Jahrbücher für deutsche Rechtswissenschaft, Blätter für Rechtsanwendung oder das von Johann Caspar Bluntschli herausgegebene Deutsche Staatswörterbuch.
Unter anderem wurde er 1852–1854 im Auftrag der bayerischen Staatsregierung zur Beratung und Revision der Entwürfe zum Strafgesetzbuch und einer neuen Strafprozessordnung hinzugezogen und mit der Vertretung des ersteren vor dem Gesetzgebungsausschuss der Abgeordnetenkammer beauftragt. 1857 wurde er zum Mitglied der Kommission zur Beratung eines Zivilgesetzbuches für das Königreich Bayern ernannt.
König Maximilian II. verlieh ihm 1859 den Zivilverdienstorden der baierischen Krone, womit die Erhebung in den persönlichen Adel verknüpft war.
Karl Friedrich von Dollmann starb nach kurzer Krankheit 1867 im Alter von 55 Jahren in München.

## Grabstätte

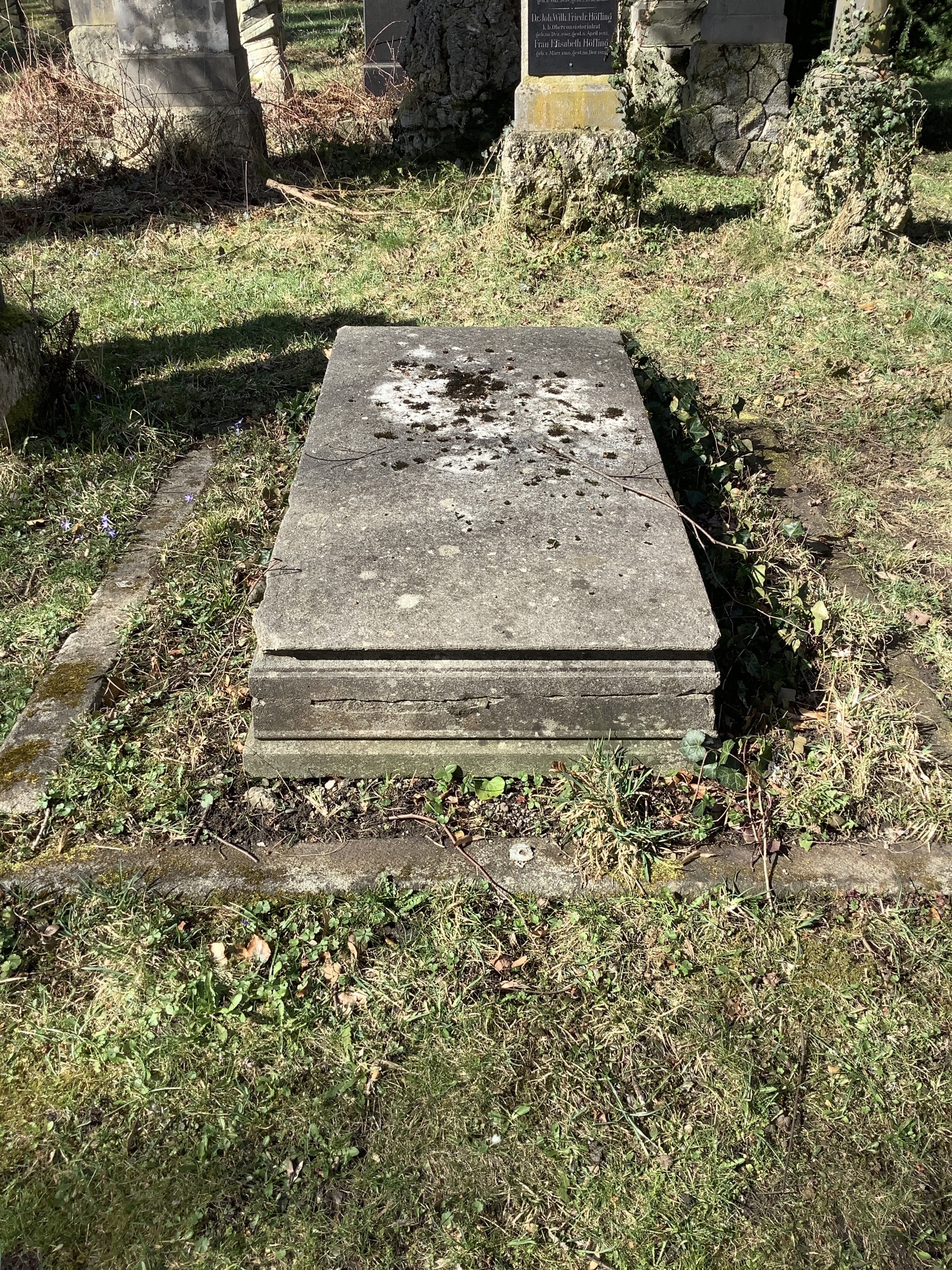
Grab von Karl Dollmann auf dem Alten Südlichen Friedhof in München

Die Grabstätte von Karl Friedrich von Dollmann befindet sich auf dem Alten Südlichen Friedhof in München (Gräberfeld 33 – Reihe 1 – Platz 31/32) Standort.

## Nachfahren
Dollmann hinterließ zwei Söhne aus seiner ersten Ehe mit Antonie Höltz (1809–1844), Friedrich (1842–1898) und Paul (1844–1895), die beide nach dem Abitur am Maximiliansgymnasium München Rechtswissenschaften studierten. Aus Dollmanns zweiter Ehe mit Pauline von Roth (1818–1870), entstammten die Töchter Pauline (1853–1854), Johanna (1854–1941; verh. mit dem Generalmajor Gottlieb von Thäter) und Käthe (1856–1919; verh. mit dem Professor der Rechte in Göttingen Johannes Merkel).